# Eriogonum kelloggii
Eriogonum kelloggii är en slideväxtart som beskrevs av Asa Gray. Eriogonum kelloggii ingår i släktet Eriogonum och familjen slideväxter. Inga underarter finns listade i Catalogue of Life.